# Fernand Jacopozzi
Fernand Jacopozzi, né le 12 septembre 1877 à Florence (Italie) et mort le 5 février 1932 à Paris, est un entrepreneur italien installé à Paris, ingénieur électricien, décorateur illuminateur,,, métier reconnu aujourd’hui comme concepteur lumière, relevant à la fois de la création artistique et de l’ingénierie.
Il épouse, le 22 décembre 1920, Jeanne Emma Vivien. Leur fille unique, Donatella, naît le 22 octobre 1921.
Surnommé le magicien de la lumière, il développe l’art de l’éclairage et transforme le paysage de Paris la nuit par ses illuminations des monuments, des grands magasins lors des fêtes et des évènements.
Pendant l’Exposition des arts décoratifs de 1925, son illumination de la tour Eiffel pour Citroën lui vaut une renommée mondiale,.
En 1917, pour protéger la capitale des bombardements, les services du ministère de la Guerre décident de construire un faux Paris dans la grande banlieue et font appel à lui pour la réalisation d’un camouflage lumineux, simulacre de Paris nocturne, destiné à tromper les avions allemands.
Pour les services rendus à la défense nationale et son concours au rayonnement de Paris, il est promu commandeur de la légion d’honneur le 22 janvier 1932.

## Biographie
Il est l’aîné d’une famille aisée de sept enfants. Il gagne la France pour fuir un mariage arrangé, selon ses dires ; plus probablement à la recherche d’opportunités professionnelles.

### Début
En cette période appelée la Belle Époque, Paris est une ville en pleine urbanisation et modernisation, au cœur d’une prospérité économique accompagnée d’innovations techniques, scientifiques et culturelles.
Il s’installe à Paris en 1900, où la fée électricité, qui triomphe à l’Exposition universelle, transfigure la capitale. Le soir, les visiteurs s’émerveillent des éclairages électriques qui illumine les allées et les pavillons.
Sur le Champ-de-Mars, en face de la tour Eiffel dont les becs de gaz ont été remplacés par cinq mille ampoules à incandescence, il est inspiré par l’illumination de monsieur Henri Beau des fontaines aux couleurs changeantes devant le Palais de l’électricité.

#### Première société
En 1903, il crée sa première société : Jacopozzi et Cie, spécialisée dans la décoration de devantures et les enseignes pour les magasins, au 25 de la rue Popincourt,.
L’activité, magasins et bureaux, déménagent, en juin, au 43 rue Sainte-Anne, au catalogue : enseignes sous glace et verre, armoiries et médailles, lettres en émail, relief et cristal, stores et lambrequins, vitraux,.

#### Paz & Silva

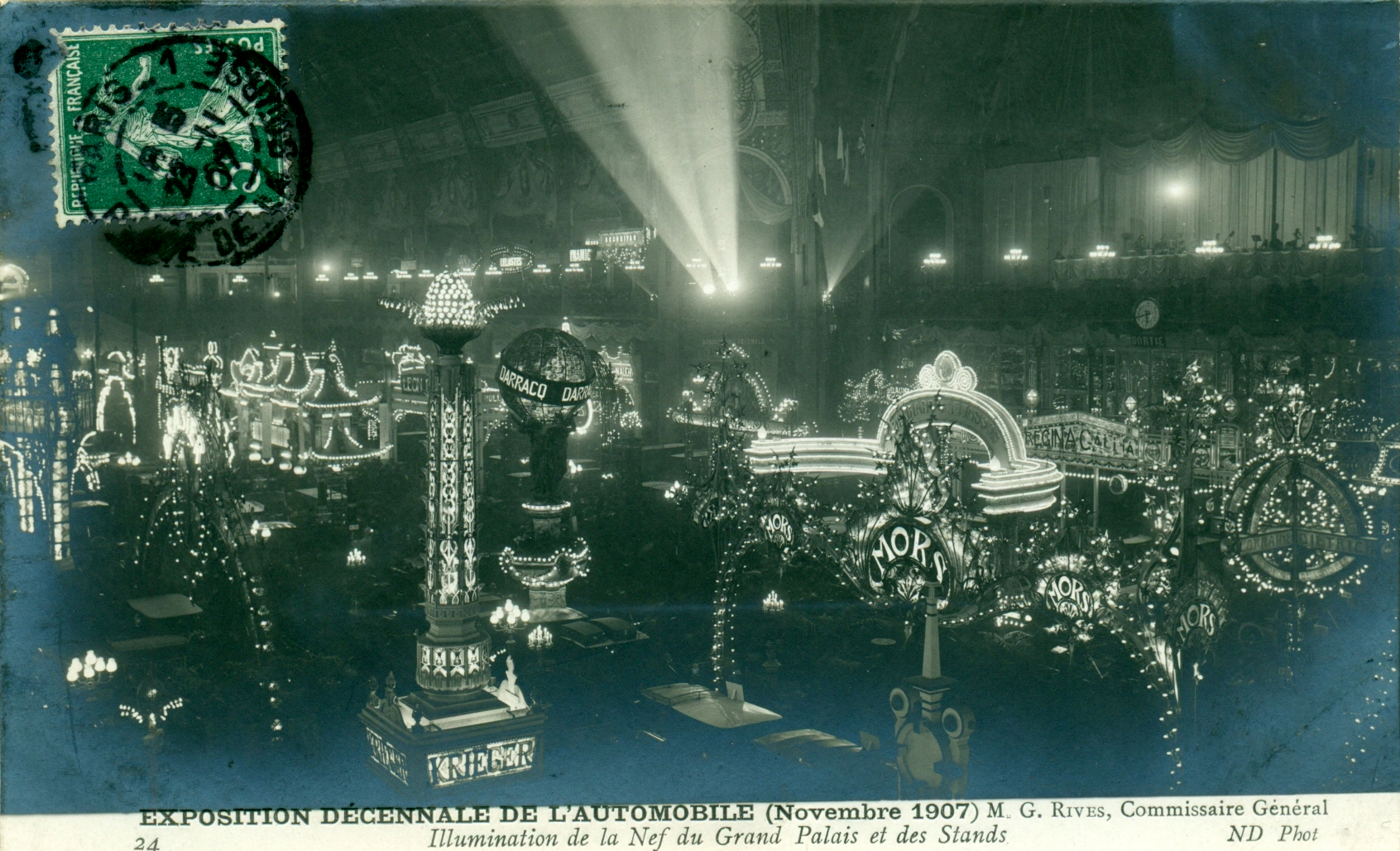
Salon de l’automobile 1907 illumination de la nef du Grand Palais.

En ce début de siècle, Les ateliers Paz et Silva, précurseurs de l’illumination et des enseignes électriques, métamorphosent les places et les boulevards avec l’installation sur les toits et les balcons d’immenses publicités lumineuses automatiques,,.
Installés au 55 de la rue Sainte-Anne, les établissements Paz et Silva réalisent, avec leur procédé de bandes électriques souples et de lampes à pointes,, dont ils possèdent le brevet depuis 1901, les illuminations des monuments, des festivités de Paris et des grandes villes de province, par exemple la célébration du centenaire de la naissance de Victor Hugo en 1902,,, les salons annuels de l’automobile organisés par l’Automobile club de France,,.
Il y fait ses premières armes d’ingénieur électrique et devient directeur artistique ; ses réalisations pour les illuminations des salons de l’automobile au Grand Palais sont remarquées,.
En mars 1904, Paz et Silva se porte acquéreur de sa société de décoration.
« Les parisiens peuvent en juger chaque année à l’exposition de l’Automobile-Club de France, au Grand Palais des Champs-Élysées. L’aspect féerique de la grande nef et l’illumination artistique des stands ont atteint, avec ce procédé, un degré de perfection auquel ne pouvaient pas prétendre les lourdes rampes à gaz et les anciens lampions graisseux. »
— Georges Dary, À travers l’Électricité

#### Établissement
En juin 1907, il crée les Établissements Jacopozzi, au 78 rue du Chemin-Vert : décorations illuminations, décorations électriques en location, cortèges lumineux,. En décembre 1910, la société déménage au 44 rue de Bondy (actuelle rue René-Boulanger) qui devient son siège principale.

### L’art du spectacle

#### Mi-carême lumineuse
La qualité et l’originalité de ses dispositifs lumineux qui enchantent lui gagnent une bonne réputation. Il est sollicité pour les  décorations des festivités par les municipalités. Le comité des commerçants des quartiers de la gare Saint-Lazare et de l’Opéra demande à l’« artiste décorateur florentin un cortège lumineux à la mode italienne » pour la mi-carême de Paris de mars 1907,,.
Le cortège des reines de Paris et ses motifs lumineux enchaînent une tournée en province, puis en Belgique,.

#### Passion du Théâtre
Dans une lettre ouverte publiée dans le journal Comoedia de janvier 1908, Fernand Jacopozzi écrit sa passion du théâtre et son souhait d’une politique de places à prix réduit qui le mettrait à la portée d’une population plus modeste.

#### Théâtre ambulant de Firmin Gémier

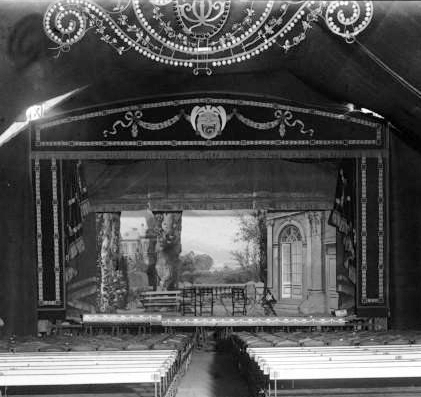
La scène du Théâtre national ambulant de Firmin Gémier éclairée par Fernand Jacopozzi, 1911.

En 1911, il réalise l’éclairage du Théâtre national ambulant de Firmin Gémier ; une salle démontable de 1 650 places transportée par camions ou wagons.

#### Cinémas clefs en main
Le début du xixe siècle voit le grand essor du cinéma. D’abord forain, il se sédentarise. Des salles entièrement nouvelles créées pour le spectacle cinématographique sont construites.
Présent dans le milieu des industries cinématographiques, dès 1911, les établissements Jacopozzi se spécialisent dans l’agencement générale de salle de cinéma, « Installation complète de salles de cinématographe »,,,.

##### Promoteur et directeur
Décembre 1912, Inauguration du Passy cinéma-théâtre, salle de 600 places construite par les établissements Jacopozzi, au 22 rue de Passy : « La salle, très confortable en même temps que fort coquette, est joliment ornée de motifs lumineux d’un effet ravissant. N’oublions pas, du reste, que son directeur, M. Jacopozzi, est justement nommé le “Roi de la Lumière”. Il est donc tout naturel qu’il ait déployé tout son talent dans son établissement. »
,

##### Ordener-La Chapelle
Ouverture le 15 mai 1914 du cinéma Ordener-La Chapelle, salle de 900 places au 3 rue de la Chapelle.

##### La salle des Nouveautés Aubert-Palace

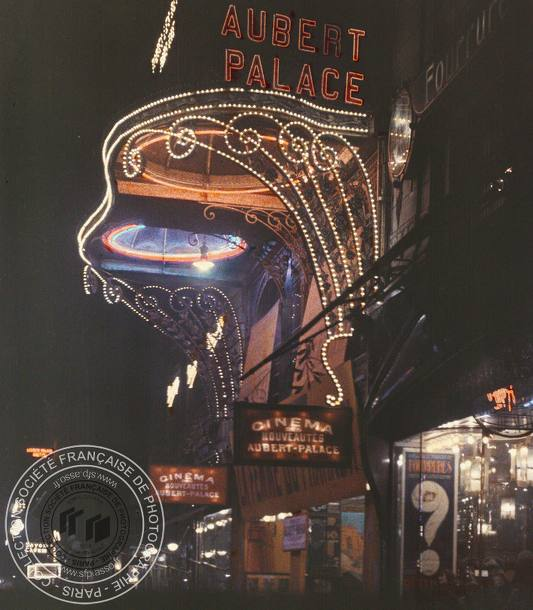
Façade illuminée du cinéma Aubert Palace en 1922.

Parmi leurs réalisations, le cinéma des Nouveautés Aubert-Palace, près d’un millier de places, 24 boulevard des Italiens, inauguré le 21 mai 1915, marquera les esprits par son confort et son luxe,,. La salle est équipée d’une ventilation rafraîchissante et purifiante dissimulée, comme les cinq mille lampes de l’éclairage, dans une décoration inspirée de Pompéi,,.
« Derrière ces peintures, c’est la campagne du Vésuve, et sous la lueur d’un ciel changeant parsemé d’étoiles, la salle, inondée d’une lumière douce donne aux spectateurs une sensation de plein air, et l’illusion des nuits d’Italie. Nul endroit n’est aussi confortable par ses fauteuils spacieux et ses loges coquettes ; nulle part la vision n’est aussi parfaite, grâce à une disposition heureuse et nouvelle qui place tous les spectateurs dans le champ de l’écran... »
— Le Temps, Théâtre : pour la reprise des affaires

### La guerre
Soudain tout s'arrête. Le 30 août 1914, Paris subit le premier bombardement aérien de son histoire. D’août 1914 à septembre 1918, la capitale connaîtra quarante-quatre journées de bombardements par avion. La « Grosse Bertha » bombarde Paris du 23 mars 1918 au 9 août 1918.

#### Obscurité
La défense antiaérienne s’organisent autour de Paris, l’ennemi mène des raids de nuit. Dès 1914, les autorités plongent Paris dans l’obscurité afin que les pilotes allemands ne puissent pas se repérer.
Au moment des alertes, les pompiers et les gardiens de la paix prennent des mesures d’extinction des éclairages publics et privés.
Une ordonnance du préfet de police de Paris contraint l’éclairage des commerces à un couvre-feu et interdit les enseignes lumineuses au-dessus du premier étage,.

#### Création d'un faux Paris
À la demande de Clemenceau, il réalisa, pendant la Première Guerre mondiale, le maquillage nocturne de Paris et notamment donne l’illusion que les services de la gare de l'Est se trouvent installés du côté d’Aulnay-sous-bois (cf. réplique de Paris (Première Guerre mondiale)).
En 1918, la DCA, chargée de la défense du territoire contre les attaques aériennes, décide la création d'un Paris factice afin de détourner les attaques allemandes de la capitale. « Les services de DCA ne possédaient, toutefois, aucun moyen de réalisation, et l'on dut s'adresser à l'industrie privée », note L'Illustration. C'est Fernand Jacopozzi, qui emporta le contrat grâce à « son ingéniosité et [à] la simplicité de ses moyens », raconta Le Figaro en février 1932, à la mort de l'ingénieur électricien d'origine italienne. Un premier contrat fut passé pour la région de l'Orme de Morlu, au nord-est de Saint-Denis. Selon L'Illustration, « Les difficultés d'exécution étaient grandes (...) Il était nécessaire qu'on utilisât une boucle de la Seine analogue à celle qui traverse la capitale et dont aucun artifice de camouflage ne pouvait tenir lieu. Il fallait ensuite que les zones qu'on allait ainsi désigner aux bombardements de l'ennemi ne fussent pas semées de localités habitées ». Trois zones furent retenues dans les régions Nord-Est, Nord-Ouest et Est de Paris. Dans la première, le projet devait restituer rapidement un faux Saint-Denis, un faux Aubervilliers, des fausses gares de l'Est et du Nord, « avec les usines qui peuplent cette banlieue Nord de Paris ». Dans les autres zones, on devait reproduire le chemin de fer de la petite ceinture, les Champs-Élysées et d'autres points remarquables répliquant Paris (zone B, ci-dessus), ainsi que des objectifs industriels (zone C).
La construction du « faux objectif de l'Orme de Morlu » débuta par la fausse gare de l'Est, située entre Sevran et Villepinte. Elle comprenait « bâtiments, voies de départ, trains à quais et trains en marche, amorces de voies et signaux, et une usine avec bâtiments et fourneaux en marche », détaille L'Illustration. Les bâtiments, en bois, étaient recouverts « de toiles peintes, tendues et translucides, de manière à imiter les toits de verre sale des usines ». La principale difficulté venait de l'intensité de l'éclairage. « Un éclairage intensif fut vite apparu comme une ruse grossière. Il fallait attirer l'attention des aviateurs ennemis par une lumière suffisante, mais ne pas éveiller leurs soupçons », explique le journal. Soulignant « l'art de l'ingénieur électricien », la revue explique comment on utilisa « des lampes de différentes couleurs (blanches, jaunes et rouges) éclairant alternativement des vapeurs produites artificiellement », pour imiter les lueurs des foyers de machines en marche. « Les trains étaient indiqués par des surfaces en bois posées sur le sol. Un éclairage latéral projetait la lumière à l'extérieur, comme si elle venait des fenêtres. Mais le fin du fin était la réalisation d'un train en marche. Le dispositif de camouflage s'étendait sur 1800 à 2000 mètres et l'éclairage courait progressivement d'une extrémité à l'autre. » Ces installations « ne furent prêtes qu'après le dernier raid allemand sur Paris en septembre 1918 ; elles n'ont donc pas l'épreuve de l'expérience », commenta La Revue militaire plus de dix ans plus après, en 1930. Et l'on découvrit plus tard que les Allemands avaient envisagé un procédé comparable.
Le blog Ptak Science Books a publié des cartes et photos, tirées de la revue anglaise The Illustrated London News du 6 novembre 1920.

### Succès

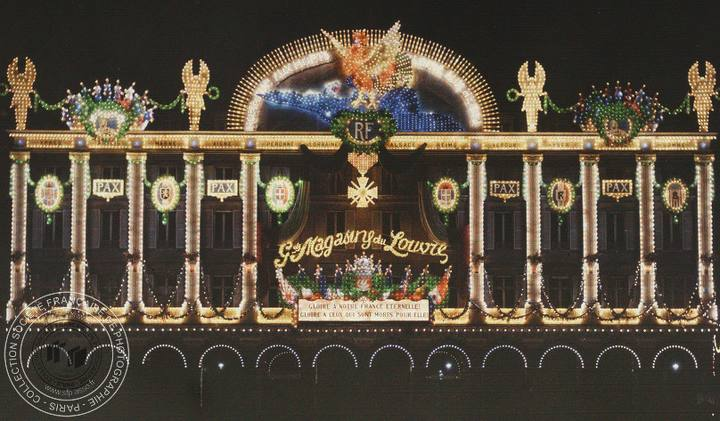
Illumination des Magasins du Louvre pour le défilé de la Victoire, en 1919.

#### Le Défilé de la Victoire
Le 14 juillet 1919, les rues de Paris pavoisées et ornées d’illuminations transforment les grands boulevards en chemins de lumière. Les établissements Jacopozzi illuminent les façades de l’Hôtel de ville et des Grands magasins du Louvre,. Ils organisent un cortège lumineux du Grand Palais au Châtelet pour les cérémonies.

#### Féeries des grands magasins

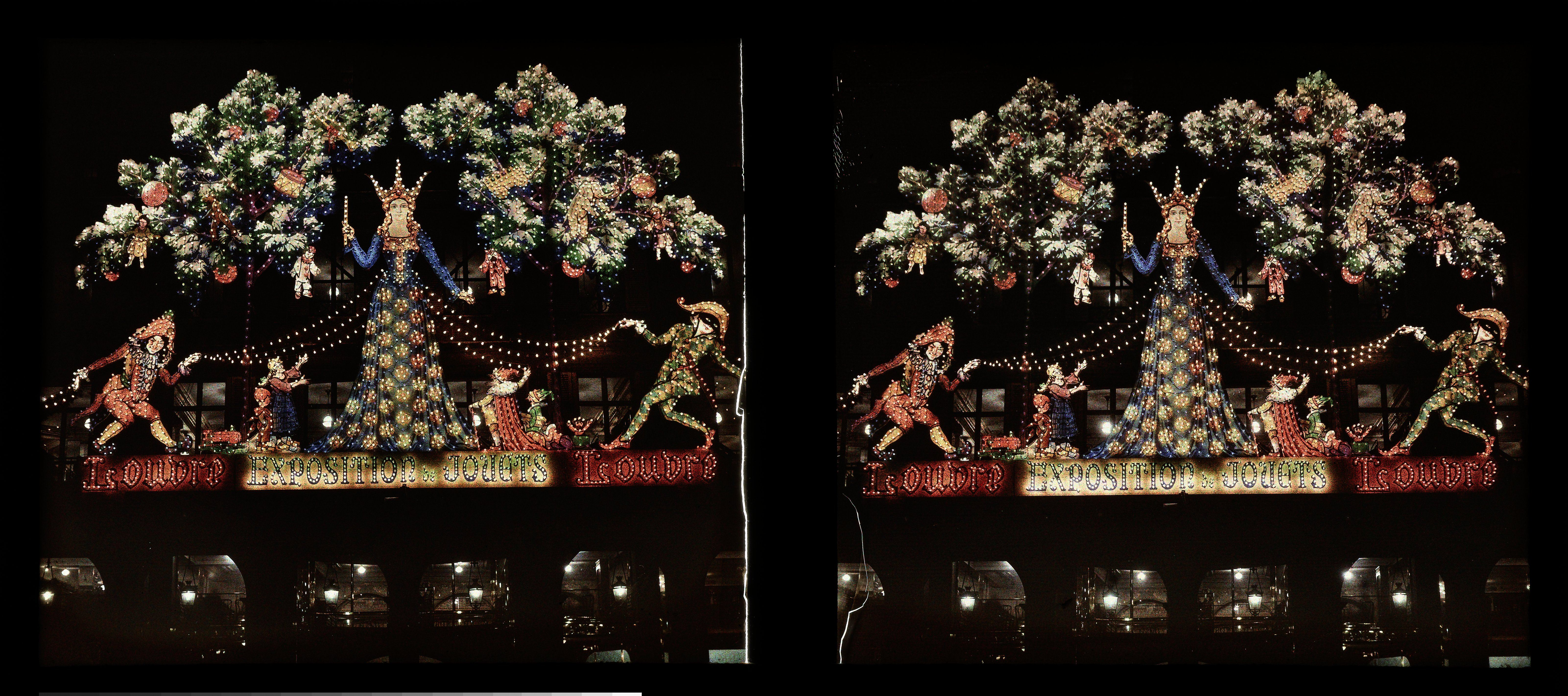
Décor lumineux des Magasins du Louvre par les Établissements Jacopozzi, Paris, Léon Gimpel, plaque de verre autochrome, collection Rijksmuseum, RP-F-F14226.

Dans la période de l’entre-deux-guerres, chaque année, pendant les fêtes de Noël, les magasins parisiens rivalisent entre eux pour impressionner la foule avec la décoration lumineuse de leur façade,.
Les réalisations des Établissements Jacopozzi se distinguent par leur créativité et la hardiesse des dispositifs. Grands magasins du Louvre, magasin du Bon Marché, Bazar de l’hôtel de ville, Galeries Lafayette, Samaritaine... font appel au service de la maison qui s’impose comme le promoteur incontournable de ces féeries lumineuses animées qui attirent la foule à la nuit tombée,,.
Ces fresques, de 30 m de haut, bâties à grands frais, entre 500 000 et un million de francs, pour le ravissement des yeux sont démontées au bout de quelques jours. Les motifs sont revendus ensemble ou séparément,.
Elles sont heureusement immortalisées par les clichés du photoreporter Léon Gimpel qui réalise les premières photos en couleur de Paris la nuit avec le procédé autochrome des frères Lumière,,.

Illuminations de Noël, collection SFP
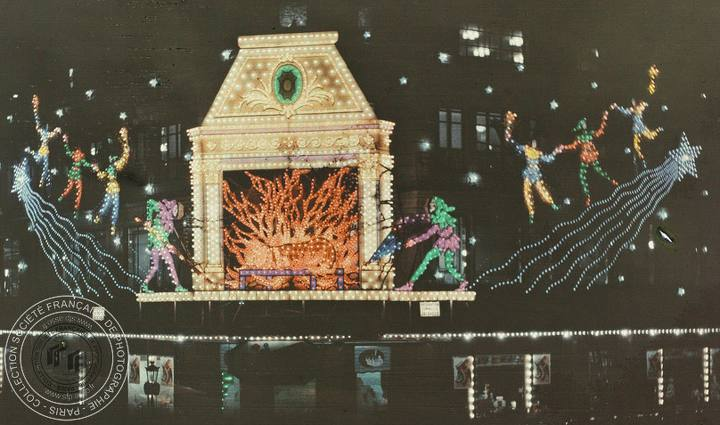
Bon Marché 1929.
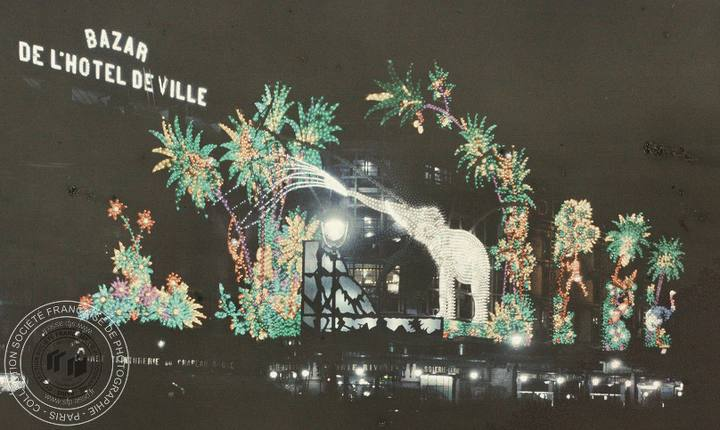
Bazar de l'Hôtel de Ville 1929.
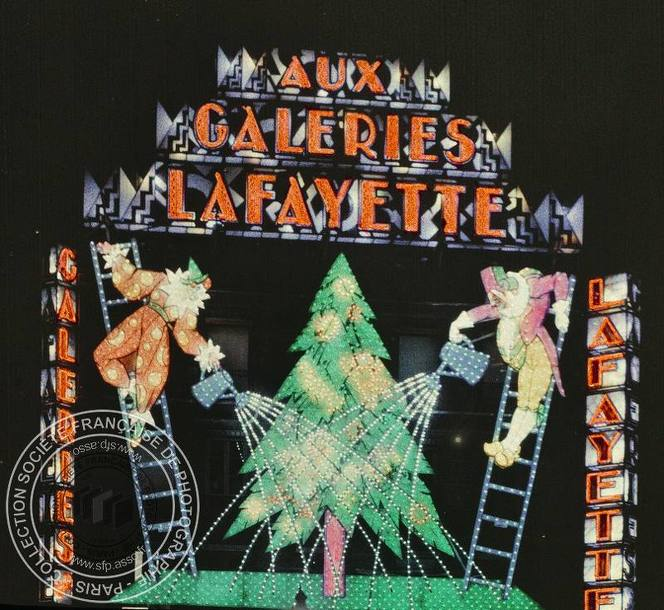
Galeries Lafayette 1929.
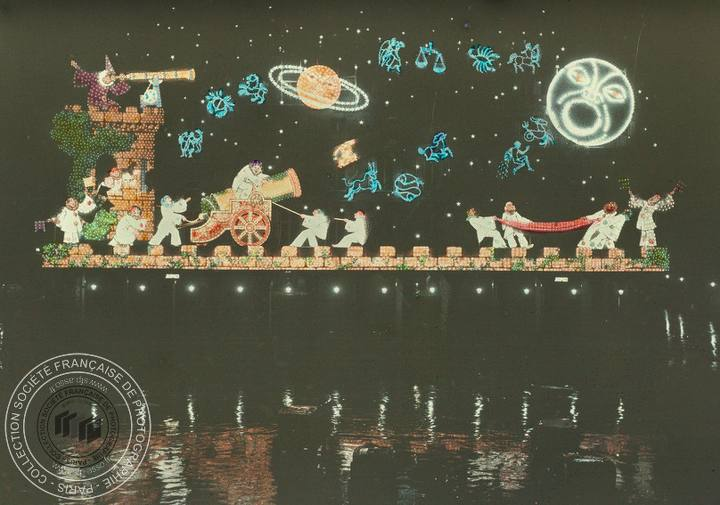
Magasins du Louvre 1930.
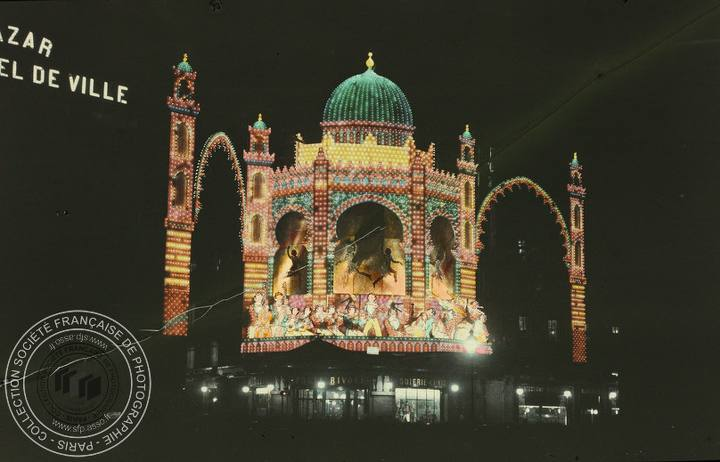
Bazar de l'H̩ôtel de Ville 1930.
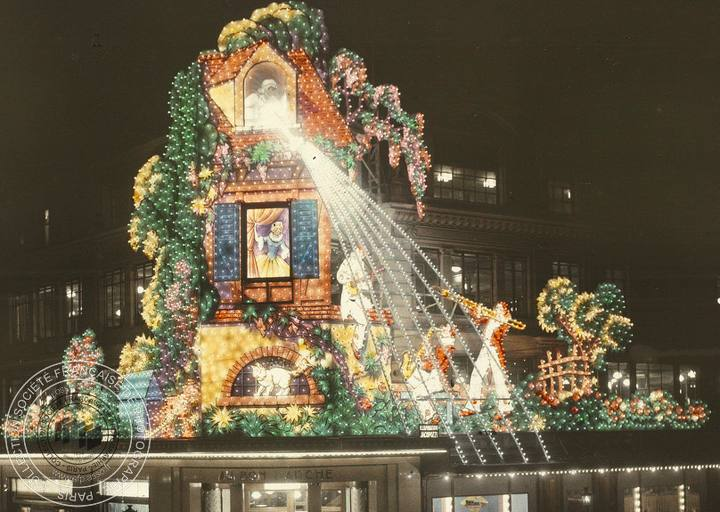
Bon Marché 1931.
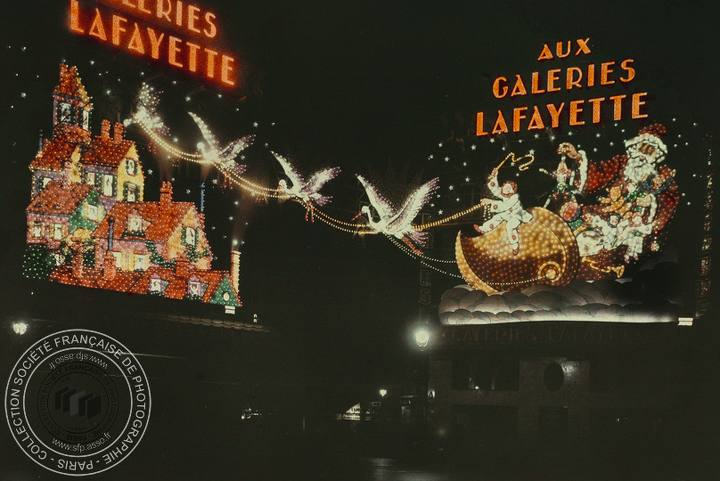
Galeries Lafayette 1931.
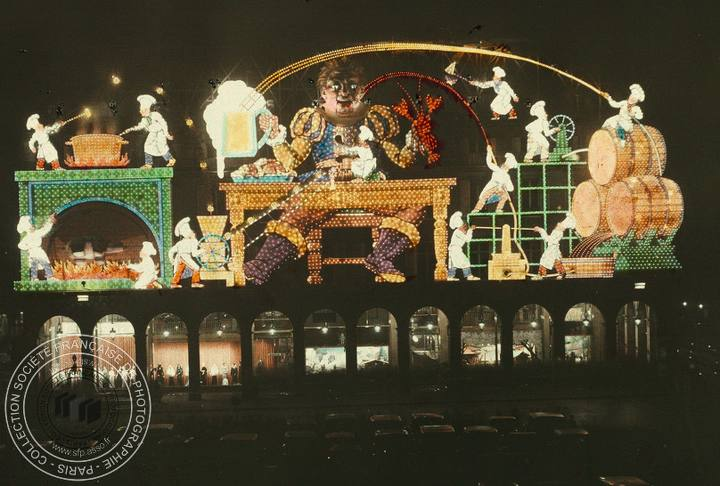
Magasins du Louvre 1931.

##### Mise en scène: le village alsacien

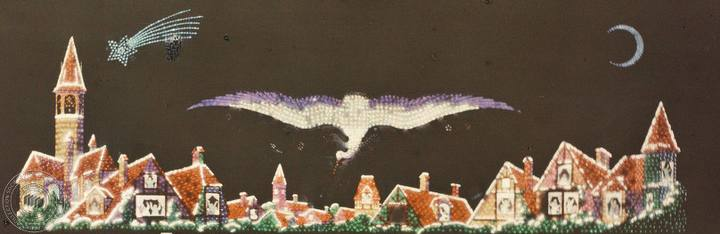
Illumination de Noël des Magasins du Louvre 1929, Léon Gimpel, collection SFP.

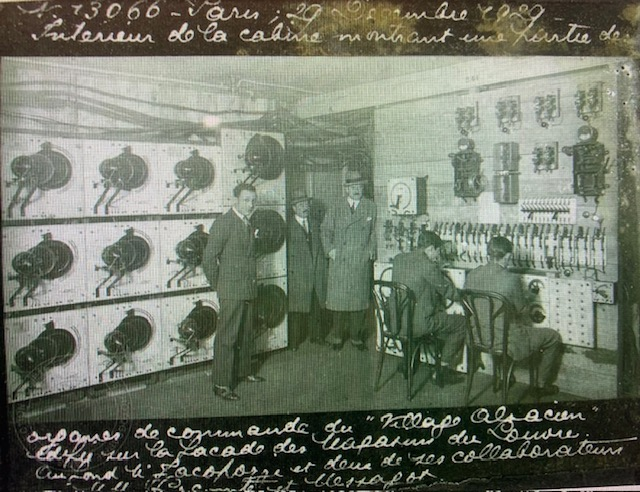
Cabine de commande de l'illumination Village alsacien des Magasins du Louvre 1929.

Des boules à facettes, tournantes, éclairées par un projecteur dissimulé, projettent sur le mur leurs éclats pour suggérer la neige tombante.
Du haut du ciel une cigogne déploie ses ailes au-dessus du village. Les habitants aux fenêtres lèvent les bras. La cigogne distribue des jouets, s’éloigne. La neige cesse laissant apparaître un croissant de lune et une comète dans un ciel d’étoiles scintillant par l’interruption de l’alimentation électrique plusieurs fois par seconde.
Le dispositif se compose de 12 000 ampoules dont 4600 pour la cigogne, 50 km de câblage, une cabine de commande. 
Cette décoration de 1929 est reprise à Londres en 1930 pour les magasins Gamages (en). Le savoir-faire reconnu à l’étranger, les Établissements Jacopozzi réalisent des illuminations en Angleterre, Belgique, Espagne, Amérique du Sud.
« 
À Paris, les installations lumineuses destinées à fêter Noël étaient préparées aux Buttes-Chaumont, et aussi dans un grand hangar situé avenue Laumière, près de La Villette. Ces vastes locaux présentaient l'avantage de comporter une mezzanine d'où, à bonne distance, avec le recul nécessaire, l'on pouvait juger du dessin et du bon rapport des couleurs. [...] Les peintres traçaient les contours des sujets qui, assemblés, formeraient le théâtre de lumière appliqué sur les façades des grands magasins. [...] Les panneaux peints et « électrifiés » étaient hissés contre les façades à décorer et fixés sur des éléments d'échafaudages amarrés aux fenêtres et aux entablements. Il restait à procéder aux raccordements électriques, à relier entre eux les différents motifs lumineux et à les raccorder à la machinerie qui, par des jeux de contacteurs, donneraient l'illusion du mouvement.
 »
— Pierre Marie Gallois, Le sablier du siècle.

### L’art et la technique

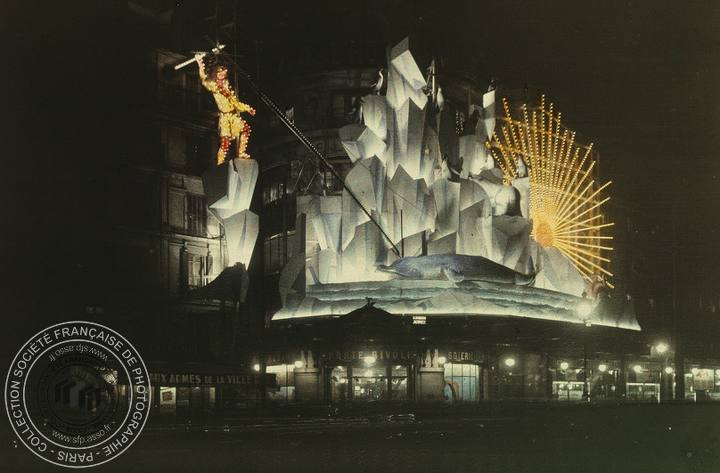
Illumination de Noël du Bazar de l'Hôtel de Ville 1931.

Des effets de relief sont obtenus par éclairage indirect dont le faisceau lumineux se diffuse sur une surface réfléchissante comme un mur ou un plafond ; le décor lumineux de la Chasse à la baleine sur la façade des BHV, en 1931, en est un exemple.
Les ampoules s’allument et s’éteignent selon un rythme précis pour donner l’illusion du mouvement.

#### Salle de commande
Pour synchroniser les extinctions et les allumages, les Établissements Jacopozzi développent un dispositif sur le principe de la boîte à musique à cylindre : un servo-moteur tourne un arbre à cames qui ouvre ou ferme les circuits. Ces combinateurs sont centralisées dans une cabine de commande.

#### Invention
Les établissements Jacopozzi sont également engagés dans un actif processus de recherche et développement dans le domaine de l’application électrique. Des innovations techniques sont brevetées : le 21 juin 1911, une nouvelle lampe électrique à incandescence pour publicité lumineuse et son dispositif de montage, le 1er août 1911, un système de canalisation électrique facilement démontable et transformable, 1927, procédé d’écriture lumineuse, le 1er janvier 1921, un projet de signalisation électrique de voiture présenté pour un appel d’offres de la municipalité parisienne.

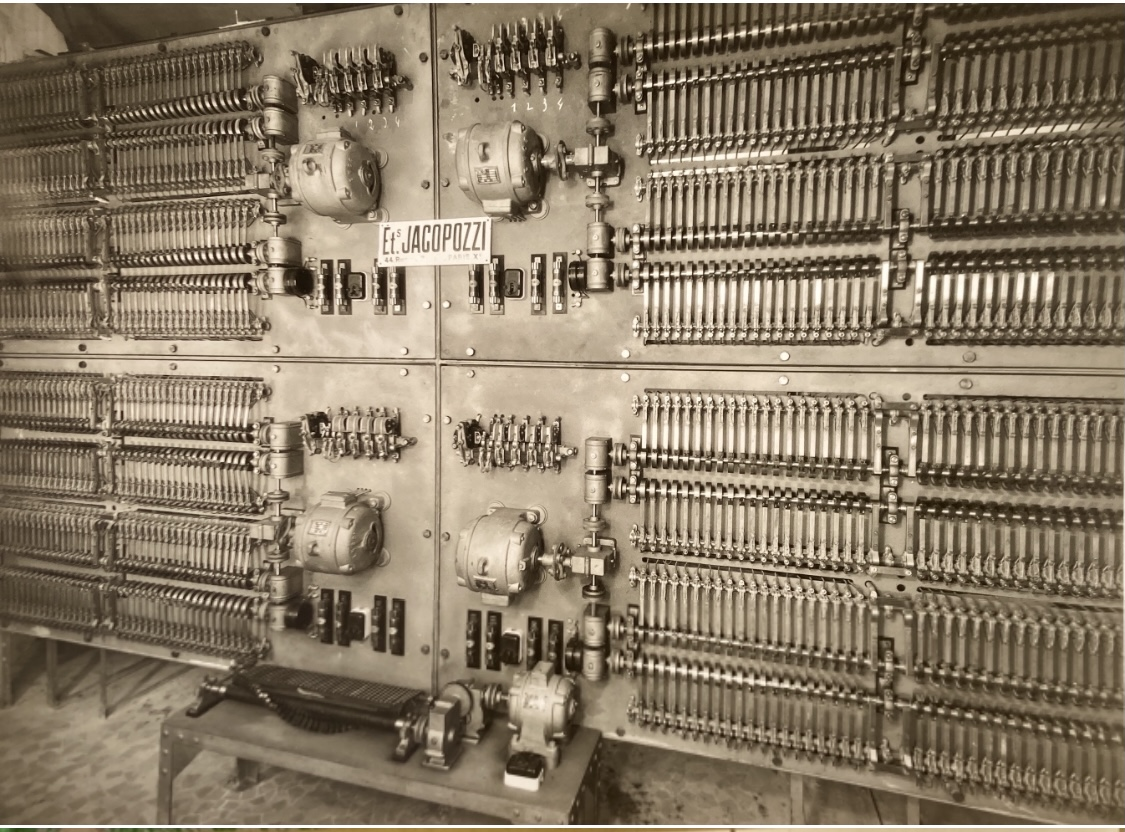
Commandes éclairage Maison de France 1931.
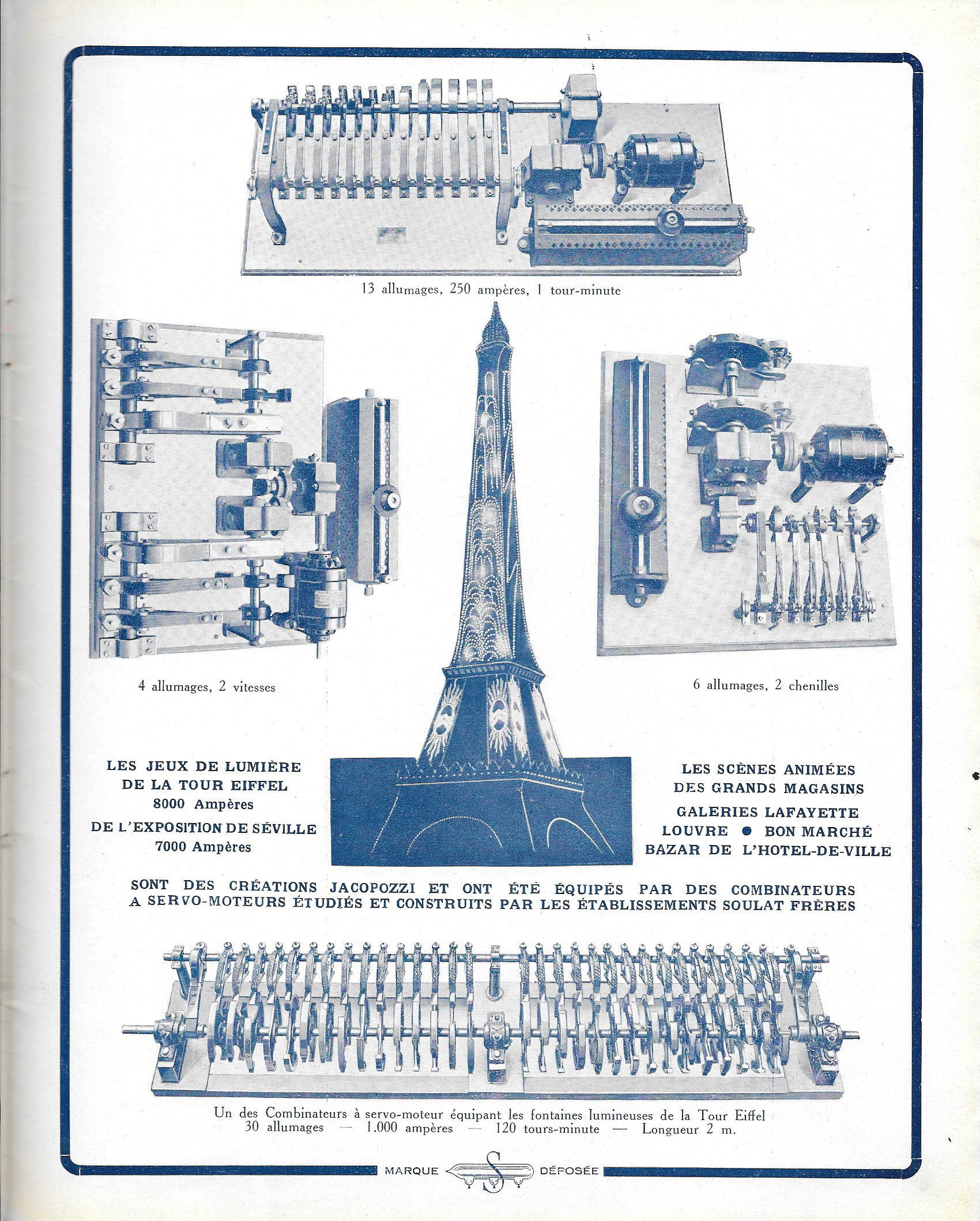
Combinateurs Soulat Frères.
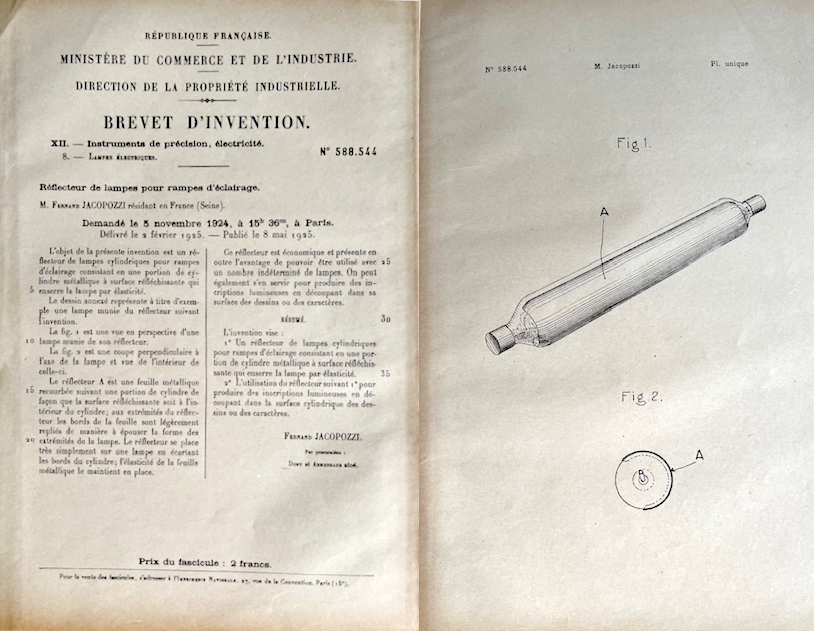
Brevet d'invention de réflecteur pour lampe.

#### Néon

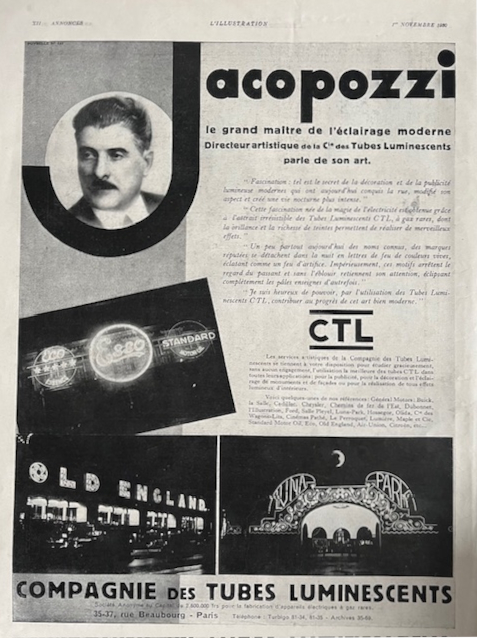
Publicité de la Compagnie des tubes luminescents.

Dans les années vingt, l’éclairage par tubes luminescents au néon, mis au point et breveté par Georges Claude, offre une alternative fiable aux ampoules à incandescences.
Fernand Jacopozzi combine ampoules et tubes dans ses compositions. Il choisit de travailler avec  la société CTL (Compagnie des Tubes Luminescents) concurrente de la société Claude Lumière associée aux établissements Paz et Silva pour la distribution de ses tubes au néon,.

### Triomphe

#### Illuminer la tour Eiffel
À Paris, d’avril à octobre 1925, l’Exposition internationale des arts décoratifs et industriels modernes réunit, entre l’esplanade des Invalides et les abords des Grand et Petit Palais, les productions d’une vingtaine de nations, majoritairement européennes.
Les établissements Jacopozzi s’y voient décerner le grand prix Art de la rue.

##### Projet
L’évènement est l’opportunité d’animer à nouveau la tour Eiffel d’un grandiose jeu de lumière. C’est le souhait de Gabriel Thomas, riche financier, esthète et administrateur de la Société de la tour Eiffel qui gère le monument. Il fait appel à Fernand Jacopozzi pour la réalisation.
Une maquette en bois de trois mètres de haut illuminée d’une animation d’éclairages colorés présente le projet qui séduit les institutions, reste à le financer.

##### Citroën
Spécialiste de l’enseigne lumineuse, Fernand Jacopozzi saisit l’intérêt publicitaire d’écrire en lettres immenses un nom sur la Tour.
Il démarche les Magasins du Louvre, Louis Renault, qui refusent, avant de soumettre une proposition à la direction de la publicité de la société Citroën.
André Citroën, pionnier de la communication commerciale en France, le convoque afin d’étudier personnellement le projet. Le grand patron donne son accord et conservera toujours directement le contrôle de tout ce qui se rapporte à la tour Eiffel,,.

Illumination Citroën de la tour Eiffel
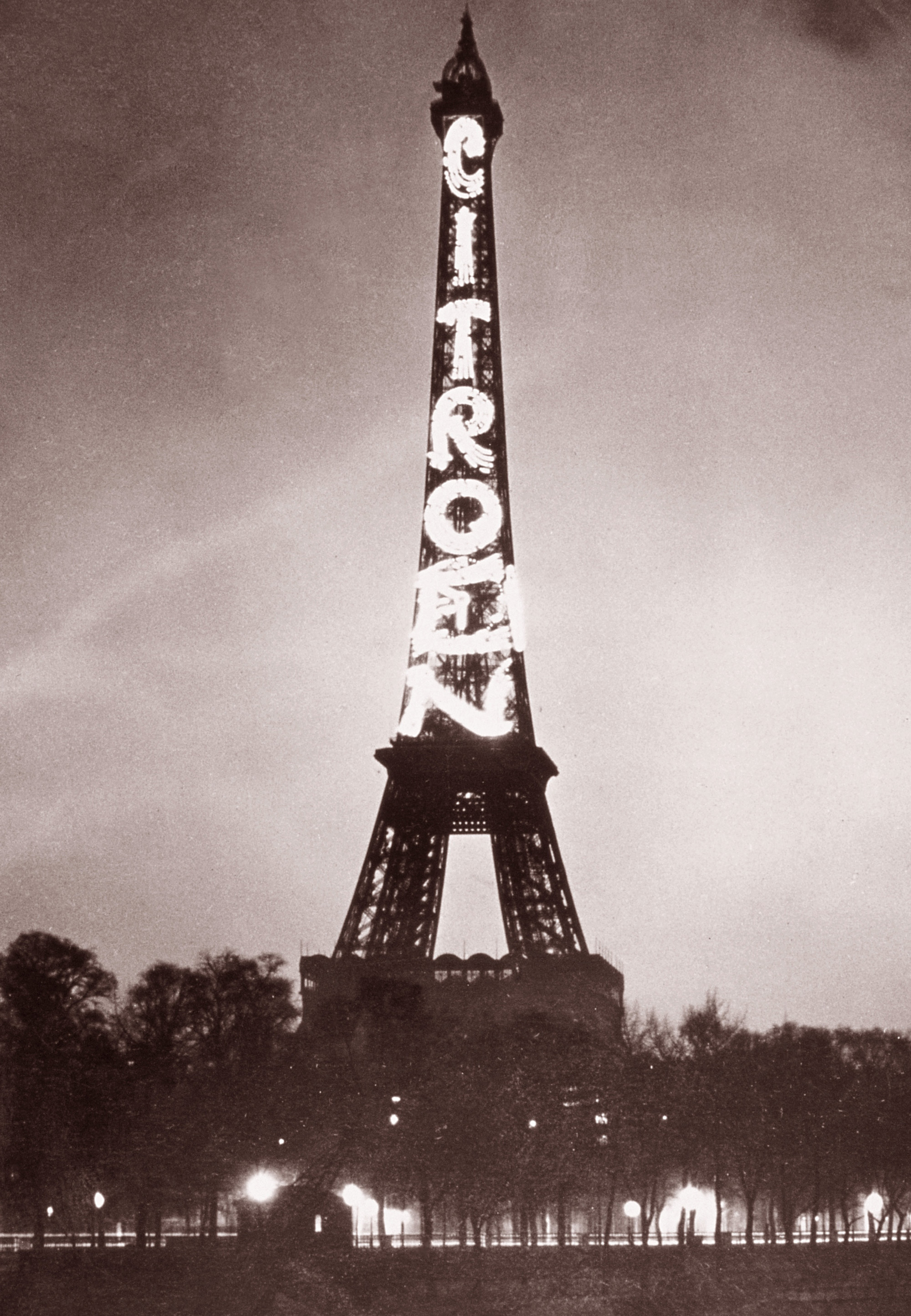
Publicité lumineuse Citroën 1925.
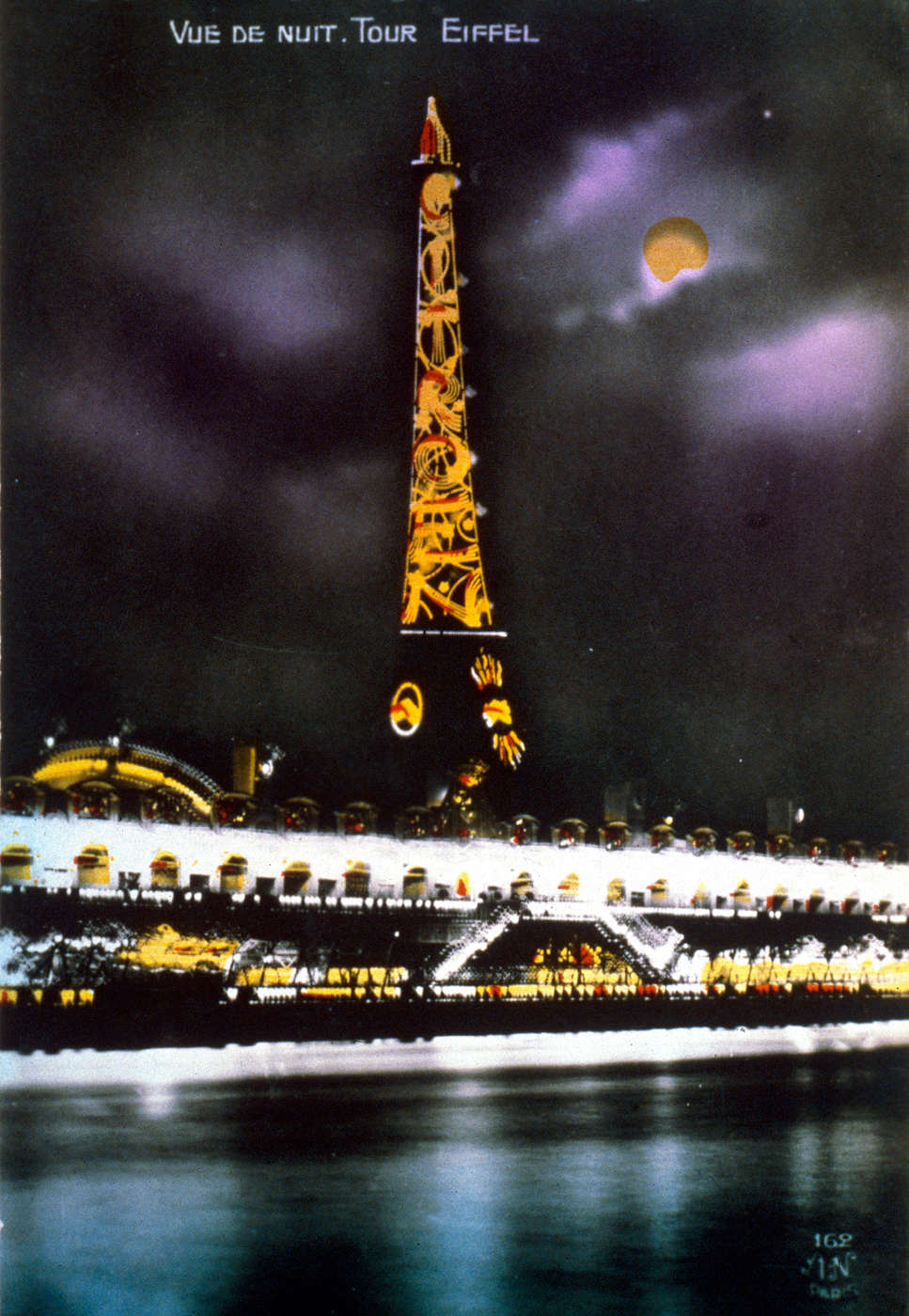
Tour Eiffel publicité Citroën 1925.
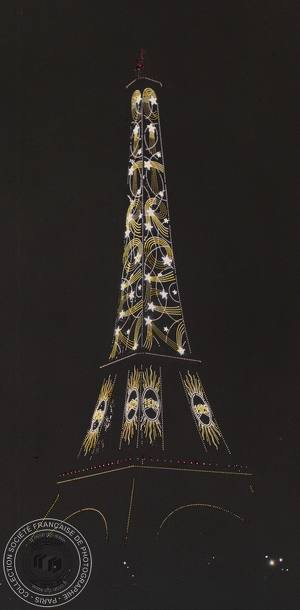
Autochrome de Léon Gimpel.

##### Chantier
Le travail débute le 27 mai, en pleine exposition.
« Un caniveau de 400 m amène le courant du secteur d’une tension de 12 000 V à un poste de transformation de 1000 kW, au pied du piliers sud, qui abaisse la tension à 220 V et le transmet par trente-deux câbles de 170 m, d’un poids de 15 t, à la cabine de distribution, au deuxième étage, qui commande les animations de l’illuminations. »
— Le Petit Parisien, Ce soir, la tour Eiffel flambera de milliers de lumières.

En deux mois, des acrobates de cirque et des gabiers de la marine, recrutés spécialement, installent, suspendus dans le vide, 200 000 lampes de 6 couleurs, d’une intensité variant de 25 à 600 bougies, réparties sur un réseau de 57 km de fils,,,,.
Le 4 juillet 1925 à 4 h du matin Fernand Jacopozzi, depuis un bateau-mouche, assiste aux essais. La face Trocadéro est prête le 13 juillet, celle de La Bourdonnais le 15 juillet, Grenelle le 30 juillet. Le côté du Champ-de-Mars restera dans l’obscurité pour assurer le refroidissement de l’ensemble.
Une dizaine d’animations multicolores font de cette illumination une véritable féerie artistique : silhouette lumineuse, robe d’étoiles scintillantes, signes du zodiaque, flammes, des comètes jaillissant de l’obscurité dessinent le nom de Citroën, apparition des écussons aux doubles chevrons.
Tous les soirs, la publicité s’anime et illumine la capitale pendant quarante seconde puis s’éteint, laissant place à l’obscurité, avant de recommencer. L’exposition terminée la tour ne s’illumine qu’une nuit par semaine, le dimanche. Les salons de l’automobile sont l’occasion de nouveautés.
« La durée de chacun de ces effets lumineux et leur ordre de succession ne sont d’ailleurs pas immuables : ils varient suivant la fantaisie de l’opérateur qui met en route ces combinateurs. »,

##### Phare dans la nuit
Le 21 mai 1927, l’Américain Charles Lindbergh réussit la première traversée en avion de l’Atlantique Nord, de New York au Bourget. L’aviateur raconte que : « dans la nuit, lors de son raid, il vit de très loin l’éclairage de la tour Eiffel et que cette clarté l’aida beaucoup. »,

#### Merveille souterraine
Le 11 juin 1927, sont inaugurés les aménagements du gouffre de l’Aven Armand dans les Cévennes, une grotte peuplée d’une véritable forêt de stalagmites. Les établissements Jacopozzi réalisent l’éclairage qui présente certaines difficultés. Sans réseau dans la région, une centrale électrique, deux moteurs et leur dynamo, produit le courant. L’humidité de la grotte fait éclater les lampes qui chauffent. Quatre circuits de lampes utilisés l’un après l’autre, donne l’opportunité d’utiliser des couleurs différentes, blanc, rouge, vert et jaune.

#### 11 novembre 1928
Pour le dixième anniversaire de la fin de la guerre, l’Arc de Triomphe, la place de la Concorde, l’église de la Madeleine et la Chambre des députés sont illuminés en hommage, toute la soirée.
Des essais le 31 octobre, auxquels assiste le ministre des Beaux-Arts qui finance la mise en lumière de l’ensemble, permettent d’apprécier le procédé d’éclairage indirect, mis au point par Fernand Jacopozzi.

#### Cinquantenaire de l’avenue de l’Opéra 1929
Pendant les festivités qui commencent le 22 juin 1929, les établissements Jacopozzi réalisent l’illumination de l’opéra Garnier.

#### Notre-Dame de Paris
À l’occasion du centenaire du romantisme, la municipalité de Paris fait appel à Fernand Jacopozzi pour réaliser l’illumination de Notre-Dame de Paris.
« Les essais [...] ont eu lieu hier soir, entre 10 et 11 heures, sous la direction de l'ingénieur Jacopozzi et en présence de la presse. Des groupes de projecteurs installés à l'intérieur de la cathédrale ont illuminé la rosace centrale et celle du transept sud. Puis deux groupes de 30 projecteurs situés de part et
d'autre du parvis ont violemment éclairé la façade, mettant en valeur certains détails qui n'apparaissent pas à la lumière du jour. »
— Le Temps, L’illumination de Notre-Dame de Paris

Le monument est mise en lumière le soir du 23 juin 1930.
L’ensemble du système lumineux représente une puissance d’un million de bougies répartie en cinq cents projecteurs alimentés par six génératrices, car le raccord au réseau n’est pas possible.
Il offre l’installation à la Ville, à qui reste le règlement du courant,.

Illumination de Notre-Dame de Paris, 1930
La façade de la cathédrale.
Le transept sud.
La tour nord, vue en fuite.
La flèche et le sommet des tours.

### Admiration
Les mises en lumières de Fernand Jacopozzi sont plébiscitées. Pour un instant les monuments sortent de leur torpeur nocturne. Les nuits de la capitale se métamorphosent.
Le conseil municipal de Paris se fait l’écho du souhait d’illuminations plus fréquentes voire quotidiennes. « Il est regrettable que ces installations ne soient pas plus souvent utilisées. »
Déclaré « conforme à l’intérêt de Paris », en 1930, le conseil municipal vote des crédits de 1 150 000 F pour la mise en service pendant 1000 h par an des illuminations de la place de la Concorde, de la Madeleine et du Palais-Bourbon.
Monsieur Gaston-Louis Vuitton fait part au comité des Amis des Champs-Élysées le 22 décembre 1930 des pourparlers en cours avec M. Jacopozzi pour l’illumination générale de toutes les façades de l’avenue.
En 1931, pour l’illumination de Notre-Dame, dont le coût est estimé à 1000 F la soirée, une souscription est lancée pour financer les infrastructures électriques, de 700 000 F, capable de transporter un courant assez puissant.

#### Cinquième centenaire de Jeanne d’Arc
En préparation des fêtes du cinquième centenaire de Jeanne d’Arc, Fernand Jacopozzi est interrogé pour le projet d’illumination de la cathédrale de Rouen.
Il balaie la concurrence, surtout celle de la société Paz et Silva, en cassant son prix.
Pendant la semaine de fêtes, les Rouennais voient leur cité se parer de lumière, l’hôtel de ville, la cathédrale, le Palais, le monument à la Victoire, le Vieux-Marché, l’église abbatiale Saint-Ouen, l’église Saint-Maclou,.

Illumination de Rouen, 1931
Le Palais de justice.

#### Exposition coloniale internationale
Du 6 mai au 15 novembre 1931, à la porte Dorée et au bois de Vincennes.
Illumination de la reconstitution du temple d’Angkor Vat et de sa chaussée d’accès avec des éclairages de différentes couleurs : blanc, bleu, jaune, rouge.
De même, le pavillon du Cambodge et la grande fontaine du pavillon de l’Italie,.

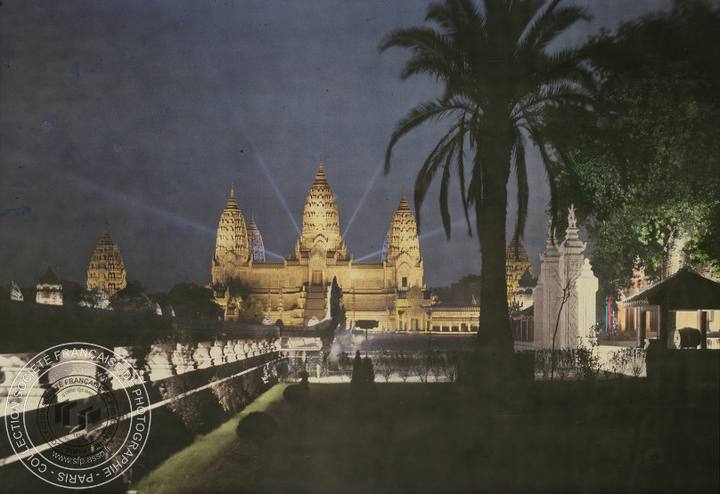
Exposition coloniale Paris 1931 illumination du temple Angkor Vat.
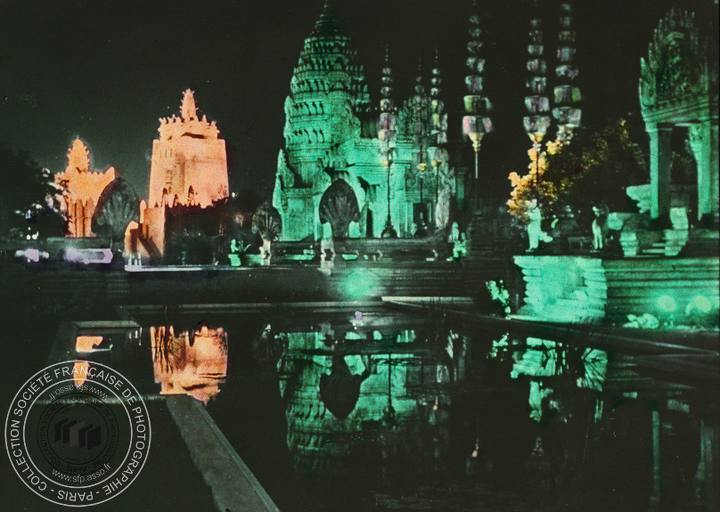
Exposition coloniale temple d’Angkor Vat et pavillon de l’AOF 1931.

### Disparition

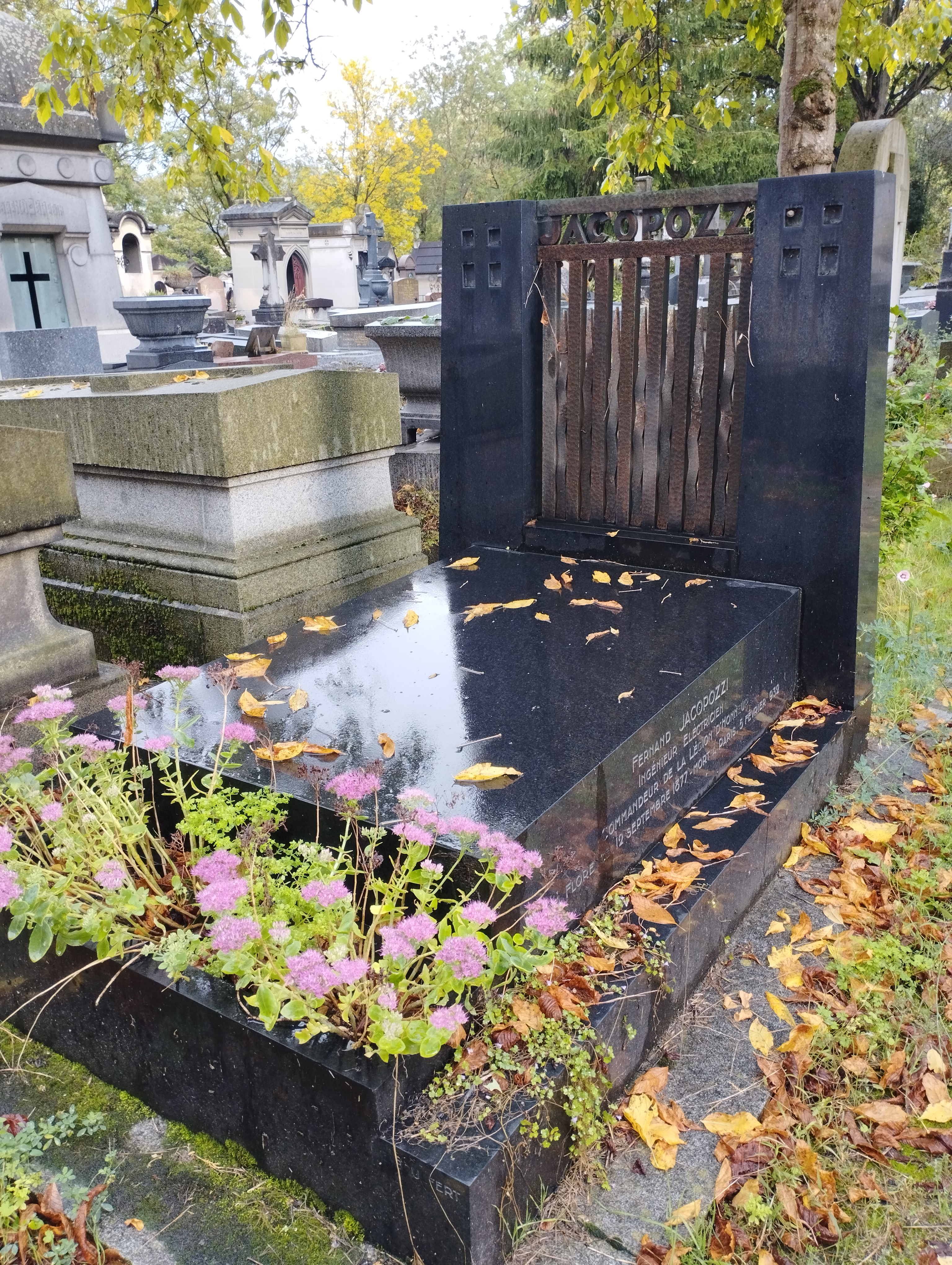
Tombe de Fernand Jacopozzi au cimetière du Père-Lachaise (division 86).

À l'apogée de son art, projets et commandes en cours, Fernand Jacopozzi meurt à 54 ans, après une opération chirurgicale, le 5 février 1932.
L'entreprise survit avec plus ou moins de fortune à la disparition de son créateur et directeur,,,,. Il est inhumé au cimetière du Père-Lachaise (division 86).

## Épilogue

Mesdames Gong Yan, conservatrice, et Véronique Tessier Huort Jacopozzi devant l'esquisse de l'illumination de la tour Eiffel, exposition Paris moderne 1914-1945, Power station of art, Shanghai.

L’œuvre de Fernand Jacopozzi allie technique et imagination. Elle naît avec le développement de l’industrie électrique et y participe également par les innovations de son ingénierie,.
Spectacles éphémères qui transforment le paysage nocturne de Paris, les traces tangibles sont rares : brevets, esquisses, matériel électrique pour collectionneur.
Cependant, grâce aux progrès concomitant des médias de masse et à leur diffusion, des milliers d’images inscrivent ces instants dans la culture populaire.
Cartes postales, affiches, unes de magazines, cinéma, peinture et littérature relatent les exploits de l’entrepreneur de génie qui dans une entrevue exprimait sa vocation : « Je suis décorateur et j’aime la lumière. [...] Avec elle, [ je souhaite ] créer une atmosphère de joie et de beauté. »
« Ma mère se souvenait de lui comme d’un père généreux et exubérant, qui aimait faire les choses en grand, témoigne sa petite-fille, Véronique Tessier Huort. Il créait ces illuminations de Noël pour que même les enfants pauvres aient droit à un spectacle féerique. »
— Valentine Rousseau, Le fabuleux destin du « magicien de la lumière » de Paris